# 수원월드컵경기장
수원월드컵경기장(水原월드컵競技場, Suwon World Cup Stadium)은 대한민국 경기도 수원시에 있는 축구 경기장이다. 2002년 FIFA 월드컵 개최를 위해 관중석 43,959석 규모로 건설된 축구 전용 경기장으로, 현재 K리그2 수원 삼성 블루윙즈의 홈 경기장으로 사용되고 있다. 동쪽과 서쪽 관람석을 덮은 큰 날개 모양의 지붕과 수원의 날개를 뜻하는 홈 팀의 닉네임에서 빅버드(Big Bird)라는 별칭이 붙었다.

## 역사
2002년 FIFA 월드컵을 유치하기로 한 수원시는 1994년 9월 월드컵 개최도시 유치 신청을 하고, 1995년 2월 삼성그룹은 수원을 연고로 하는 프로축구단수원 삼성 블루윙즈를 창단하였다. 1995년 8월 모기업인 삼성전자가 축구 전용구장 건설을 제의했고 1996년 7월에 신축하기로 수원시와 협의하면서 같은해 11월에 기공식을 가졌다. 당시에는 삼성전자 측에서 건설해 기부채납 하고 무상 사용 하기로 하였다. 1997년 12월 29일에 수원시가 월드컵 개최 도시로 선정되면서 월드컵 경기장 신축에 탄력을 받는듯 했으나 기초공사가 진행되던 1998년 4월에 당시 밀어닥친 경제위기로 삼성측이 공사를 포기하고 발을 빼 신축이 중단되었다. 건설이 무산될 뻔했지만, 결국 2000년 3월 3일 경기도와 수원시에서 공동법인을 만들어 공사를 계속할 수 있었다. 4년 5개월이 걸린 오랜 공사 탓에 대한민국의 축구전용구장 중에서는 가장 많은 총 3,107억 원의 예산이 소요되었다.
울산문수축구경기장에 이어 월드컵 경기장 중 두 번째로 완공된 수원월드컵경기장의 개장 경기는 2001년 5월 3일 수원컵 국제청소년축구대회 수원고등학교와 FC 바르셀로나 유스팀의 친선경기(결과는 1 - 3)였으며, 2001년 FIFA 컨페더레이션스컵 그리고 2002년 FIFA 월드컵을 무사히 치러냈고 그 후로도 피스컵 등 여러 국제 대회가 열리고 있다. 또한 가수 조용필의 콘서트를 진행한 적도 있으며, 2015년 8월 29일에는 《슈퍼콘서트 토요일을 즐겨라》 및 2016년 6월 17일부터 18일까지는 《수원 K-POP 슈퍼콘서트》가 각각 열렸던 곳이다. 대한민국 축구 국가대표팀 경기에도 종종 사용하는 경기장이다.

## 특징
세계문화유산인 수원 화성을 상징하는 성곽 모양의 기반 위에 세워져 있고, 경기장 외부에는 지름 8미터의 축구공 모양을 한 화장실 네 곳이 설치되어 있다. 그리고, 지붕을 떠받치는 기둥이 규모에 비해 작은 편인데, 그것을 케이블을 V-자 형으로 잡아당겨 지탱하고 있다. 프랑스 생드니에 있는 스타드 드 프랑스와 같은 설계방식이다.
전광판은 2기가 설치되어 있는데, 남쪽 관람석(S석)에는 선수들의 모습을 보여주는 동영상과 점수가 나오는 총천연색 전광판(21.42 × 9.32 m)이 설치되어 있지만, 북쪽 관람석(N석)에는 선수 명단과 팀 엠블럼, 점수만이 나오는 3색 전광판(13.2 × 8.2 m)만이 설치되어 있어 S석 쪽에 앉는 원정 팬들은 동영상 전광판을 제대로 볼 수 없다. 예전 수원월드컵경기장의 음향 시설은 열악하여 음악 방송 시 소리가 찢어지고 울리는 등 문제가 있었으나, 수원 삼성 블루윙즈 서포터즈 프렌테 트리콜로의 의견을 참조해 음향 시설을 개선하게 되었다.

### 관람석

수원의 서포터즈, 프렌테 트리콜로의 퍼포먼스.

경기장은 N (북쪽), S (남쪽), W (서쪽), E (동쪽)석 등 네 개의 구역으로 구분되어 있고, 각 구역마다 2층으로 구성된 관람석이 설치되어 있다. 하층부의 경사도는 22.9도, 상층부의 경사도는 33.9도로 어느 자리에서든 최상의 관전 시야를 확보할 수 있도록 설계되었다.
경기장 모든 내부 관람석은 수원과 월드컵을 상징하는 거대한 그림의 일부를 이루고 있다. 좌석 하나하나가 거대한 모자이크의 구성요소인 셈이다. 또한 경기장 건설이 어려움에 처했을 때, 경기도민들이 '1인 1의자 갖기 운동'을 펼쳐 모금한 성금으로 만든 2만여 개의 좌석에는 성금 기탁자의 이름을 일일이 새겨 놓았다.
수원의 홈경기 시 보통 N석에는 홈팀 지지자 연대인 프렌테 트리콜로가 자리잡고, 상대팀 서포터와 팬들은 S석쪽에 자리한다. 입장료는 K리그 클래식 2015시즌 기준 현장 구매시 성인 기준 E석(일반석)과 N석(홈팀응원석)은 12,000원, S석(원정팀응원석) 1층은 14,000원, W석은 18,000원이다.

### 홈 편향적인 경기장
수원월드컵경기장은 K리그에서 가장 원정팀이 경기하기 싫어하는 경기장으로 유명하다. 홈팀의 서포터인 프렌테 트리콜로와 수원시민들이 지극히 홈 편향적인 분위기를 만들어내기 때문이다. 2008년 K-리그 및 컵 대회에서 수원의 홈 승률은 무려 78%였다.

### 빅버드 폭포
수원월드컵경기장의 지붕 구조가 독특하여 많은 비가 내린 날에는 날개 모양 지붕 위에 고인 빗물이 중심부에 모인 뒤 폭포처럼 떨어진다. 사람들은 이를 보고 빅 버드 폭포라고 부르는데, 이 폭포가 내리는 날이면 수원이 부진을 씻고 분위기 반전의 계기를 마련 한다는 징크스가 있다.
2007년 8월 15일, 성남 일화 천마와의 경기가 열렸다. 이 때 처음 빅 버드 폭포가 발견되었는데, 김대의, 이관우의 골로 수원은 2-1로 승리를 거두었다. 뿐만 아니라 수원이 이 경기 후 연승 행진을 이어갔다. 이후 2년 후인 2009년 7월 4일, 다시 성남과의 경기가 열렸다. 이때도 이 경기가 열리기 이틀 전인 2일 폭포가 쏟아졌는데, 수원은 그동안의 부진을 씻고 승리를 거두었다. 또한 보름 후 대전 시티즌과의 경기에서도 폭포가 나타나 승리를 거두었다. 2011년 7월 2일, 포항 스틸러스전을 앞두고 또 폭포가 생겼다. 포항은 당시 리그 2위를 달리고, 수원은 7위에 머물렀으나 수원은 이 경기에서 2-1 승리를 거두었다. 같은 달, 전남 드래곤즈와의 FA컵 8강전을 하루 앞둔 26일에도 폭포가 생겼다. 수원은 이 경기에서 1-0 승리를 거두고 준결승에 진출하였다.

## 운영 및 시설
경기장은 경기도수원월드컵경기장관리재단(이사장 이재명 경기도지사)이 맡아 관리하고 있으며, 주경기장과 보조 경기장(1,044개 좌석과 육상트랙 포함), 연습 경기장(천연잔디 1면, 인조잔디 2면)으로 구성되어 있다.
경기장 주변에는 실내 수영장과 골프 연습장 등을 갖춘 월드컵스포츠센터와 월드컵 조각공원이 있고, 주경기장 일부는 팔달구청사와 축구박물관, 예식장으로 이용되고 있다. 주경기장 바깥쪽으로는 약 800 미터 길이의 인라인 스케이트장이 꾸며져 있다. 한편 팔달구청은 2014년 4월 5일에 매향동 신축청사로 이전하였다.
그 밖에 경기도 여권 민원실과 티브로드 수원방송이 경기장 부지 내에 있다.

## 셔틀버스
- 수원 삼성 블루윙즈 셔틀버스 : K리그1 경기시, 경기 전후로 운행 (무료)[18]

| 구분    | 운행 노선                          | 비고                                                              |
| ------- | ---------------------------------- | ----------------------------------------------------------------- |
| 경기 전 | 수원역 → 팔달문 → 수원월드컵경기장 | 3시간 전 20분 간격 (승차장: 마들렌 미용실, 도매당약국)            |
| 경기 후 | 수원월드컵경기장 → 수원역          | 경기종료 10분 후 5분 간격 (승차장: 티브로드 앞 우측, 만차시 출발) |

*지역 대중교통버스 운행 코스 및 영업에 최대한 협조
*역 주변 교통 CCTV로 주정차 단속을 실시함으로 정차 시간 최소화

## 기록
- 첫 골 :  텔레치아 (2001년 5월 13일,  FC 바르셀로나 유소년팀)
- 최다 관중 : 45,192명[19] (2012년 4월 1일,  수원 삼성 블루윙즈 2 - 0  FC 서울)
- 수원 삼성 블루윙즈 빅버드 홈 경기 평균 관중 (K리그 및 K리그 컵)[20][21]

| 연도 | 총관중  | 경기수 | 평균관중 |
| ---- | ------- | ------ | -------- |
| 2001 | 149,053 | 8      | 18,632   |
| 2002 | 327,289 | 14     | 23,378   |
| 2003 | 260,999 | 22     | 11,864   |
| 2004 | 459,766 | 21     | 21,894   |
| 2005 | 445,806 | 23     | 19,383   |
| 2006 | 470,356 | 23     | 20,450   |
| 2007 | 465,957 | 20     | 23,298   |
| 2008 | 479,943 | 22     | 21,816   |
| 2009 | 325,679 | 21     | 15,509   |
| 2010 | 505,781 | 26     | 18,862   |
| 2011 | 400,073 | 17     | 23,534   |
| 2012 | 445,820 | 22     | 20,265   |
| 2013 | 336,098 | 19     | 17,689   |
| 2014 | 372,551 | 19     | 19,608   |
| 2015 | 250,702 | 19     | 13,195   |
| 2016 | 202,214 | 19     | 10,643   |
| 2017 | 152,775 | 19     | 8,041    |
| 2018 | 127,469 | 19     | 6,709    |
| 2019 | 167,974 | 19     | 8,841    |
| 2020 | 7,072   | 13     | 544      |
| 2021 | 34,018  | 19     | 1,790    |
| 2022 | 117,001 | 20     | 5,850    |
| 2023 | 224,177 | 19     | 11,799   |
| 2024 | 122,761 | 11     | 11,160   |

## 주요 경기 결과

### 2001년 FIFA 컨페더레이션스컵
| 날짜     | 팀 1     | 스코어 | 팀 2           | 라운드 |
| -------- | -------- | ------ | -------------- | ------ |
| 5월 30일 | 멕시코   | 0 - 2  | 오스트레일리아 | A조    |
| 6월 3일  | 대한민국 | 1 - 0  | 오스트레일리아 | A조    |
| 6월 7일  | 프랑스   | 2 - 1  | 브라질         | 준결승 |

### 2002년 FIFA 월드컵
| 날짜     | 팀 1       | 스코어          | 팀 2     | 라운드       |
| -------- | ---------- | --------------- | -------- | ------------ |
| 6월 5일  | 미국       | 3 - 2           | 포르투갈 | D조 1차전    |
| 6월 11일 | 세네갈     | 3 - 3           | 우루과이 | A조 3차전    |
| 6월 13일 | 코스타리카 | 2 - 5           | 브라질   | C조 3차전    |
| 6월 16일 | 스페인     | 1 - 1 (PSO 3-2) | 아일랜드 | 16강전 4경기 |

### 2002년 아시안 슈퍼컵
| 날짜           | 팀 1               | 스코어 | 팀 2       | 라운드 |
| -------------- | ------------------ | ------ | ---------- | ------ |
| 2002년 7월 6일 | 수원 삼성 블루윙즈 | 1 - 0  | 알힐랄 SFC | 1차전  |

### 2003년 피스컵
| 날짜     | 팀 1           | 스코어 | 팀 2                | 라운드 |
| -------- | -------------- | ------ | ------------------- | ------ |
| 7월 17일 | 성남 일화 천마 | 1 - 0  | 카이저 치프스 FC    | A조    |
| 7월 20일 | PSV 에인트호번 | 4 - 1  | 로스앤젤레스 갤럭시 | B조    |

### 2005년 피스컵
| 날짜     | 팀 1          | 스코어 | 팀 2              | 라운드 |
| -------- | ------------- | ------ | ----------------- | ------ |
| 7월 16일 | 토트넘 홋스퍼 | 2 - 2  | 보카 주니어스     | B조    |
| 7월 18일 | 토트넘 홋스퍼 | 3 - 1  | 마멜로디 선다운즈 | B조    |
| 7월 19일 | 올랭피크 리옹 | 1 - 1  | PSV 에인트호번    | A조    |

### 2006년 피스퀸컵
| 날짜     | 팀 1           | 스코어 | 팀 2     | 라운드 |
| -------- | -------------- | ------ | -------- | ------ |
| 11월 2일 | 미국           | 2 - 0  | 네덜란드 | B조    |
| 11월 2일 | 오스트레일리아 | 1 - 2  | 덴마크   | B조    |

### 2007년 피스컵
| 날짜     | 팀 1          | 스코어 | 팀 2             | 라운드 |
| -------- | ------------- | ------ | ---------------- | ------ |
| 7월 13일 | 레딩 FC       | 0 - 1  | CA 리버 플레이트 | B조    |
| 7월 19일 | 올랭피크 리옹 | 3 - 1  | CA 리버 플레이트 | B조    |

### 2008년 피스퀸컵
| 날짜     | 팀 1       | 스코어 | 팀 2       | 라운드 |
| -------- | ---------- | ------ | ---------- | ------ |
| 6월 14일 | 대한민국   | 2 - 1  | 뉴질랜드   | A조    |
| 6월 14일 | 캐나다     | 5 - 0  | 아르헨티나 | A조    |
| 6월 16일 | 대한민국   | 1 - 3  | 캐나다     | A조    |
| 6월 16일 | 아르헨티나 | 0 - 1  | 뉴질랜드   | A조    |
| 6월 18일 | 뉴질랜드   | 0 - 2  | 캐나다     | A조    |
| 6월 18일 | 아르헨티나 | 0 - 2  | 대한민국   | A조    |
| 6월 21일 | 캐나다     | 0 - 1  | 미국       | 결승전 |

### 2010년 피스퀸컵
| 날짜      | 팀 1           | 스코어 | 팀 2           | 라운드 |
| --------- | -------------- | ------ | -------------- | ------ |
| 10월 17일 | 대한민국       | 0 - 0  | 뉴질랜드       | A조    |
| 10월 17일 | 오스트레일리아 | 3 - 1  | 멕시코         | B조    |
| 10월 23일 | 대한민국       | 2 - 1  | 오스트레일리아 | 결승전 |

### 2012년 피스컵
| 날짜     | 팀 1           | 스코어 | 팀 2         | 라운드     |
| -------- | -------------- | ------ | ------------ | ---------- |
| 7월 19일 | 성남 일화 천마 | 1 - 0  | 선덜랜드 AFC | 준결승     |
| 7월 20일 | 함부르크 SV    | 2 - 1  | FC 흐로닝언  | 준결승     |
| 7월 22일 | 선덜랜드 AFC   | 3 - 2  | FC 흐로닝언  | 3위 결정전 |
| 7월 22일 | 성남 일화 천마 | 0 - 1  | 함부르크 SV  | 결승전     |

### 2015년 수원 JS컵
| 날짜     | 팀 1     | 스코어 | 팀 2     | 라운드 |
| -------- | -------- | ------ | -------- | ------ |
| 4월 29일 | 프랑스   | 3 - 3  | 벨기에   | 1차전  |
| 4월 29일 | 대한민국 | 1 - 0  | 우루과이 | 1차전  |
| 5월 1일  | 우루과이 | 2 - 1  | 프랑스   | 2차전  |
| 5월 1일  | 대한민국 | 0 - 0  | 프랑스   | 2차전  |
| 5월 3일  | 벨기에   | 2 - 0  | 우루과이 | 3차전  |
| 5월 3일  | 대한민국 | 0 - 1  | 프랑스   | 3차전  |

### 2015년 수원 컨티넨탈컵
| 날짜    | 팀 1       | 스코어 | 팀 2       | 라운드 |
| ------- | ---------- | ------ | ---------- | ------ |
| 9월 2일 | 브라질     | 2 - 1  | 크로아티아 | 1차전  |
| 9월 2일 | 대한민국   | 1 - 1  | 나이지리아 | 1차전  |
| 9월 4일 | 나이지리아 | 2 - 1  | 브라질     | 2차전  |
| 9월 4일 | 대한민국   | 2 - 2  | 크로아티아 | 2차전  |
| 9월 6일 | 대한민국   | 0 - 2  | 브라질     | 3차전  |
| 9월 6일 | 크로아티아 | 3 - 2  | 나이지리아 | 3차전  |

### 2016년 수원 JS컵
| 날짜     | 팀 1     | 스코어 | 팀 2     | 라운드 |
| -------- | -------- | ------ | -------- | ------ |
| 5월 18일 | 대한민국 | 1 - 1  | 브라질   | 1차전  |
| 5월 18일 | 프랑스   | 3 - 1  | 일본     | 1차전  |
| 5월 20일 | 브라질   | 2 - 2  | 일본     | 2차전  |
| 5월 20일 | 대한민국 | 1 - 0  | 프랑스   | 2차전  |
| 5월 22일 | 브라질   | 2 - 1  | 프랑스   | 3차전  |
| 5월 22일 | 일본     | 0 - 1  | 대한민국 | 3차전  |

### 2016년 4개국 올림픽 국가대표 축구대회
| 날짜    | 팀 1     | 스코어 | 팀 2       | 라운드 |
| ------- | -------- | ------ | ---------- | ------ |
| 6월 2일 | 덴마크   | 4 - 3  | 온두라스   |        |
| 6월 2일 | 대한민국 | 1 - 0  | 나이지리아 |        |

### 2016년 수원 컨티넨탈컵
| 날짜      | 팀 1     | 스코어 | 팀 2       | 라운드 |
| --------- | -------- | ------ | ---------- | ------ |
| 11월 8일  | 대한민국 | 3 - 1  | 이란       | 1차전  |
| 11월 10일 | 대한민국 | 2 - 1  | 잉글랜드   | 2차전  |
| 11월 12일 | 대한민국 | 3 - 0  | 나이지리아 | 3차전  |

### 2017년 아디다스 U-20 4개국 축구대회
| 날짜     | 팀 1     | 스코어 | 팀 2     | 라운드 |
| -------- | -------- | ------ | -------- | ------ |
| 3월 25일 | 잠비아   | 2 - 0  | 에콰도르 |        |
| 3월 25일 | 대한민국 | 3 - 2  | 온두라스 |        |

### 2017년 FIFA U-20 월드컵
| 날짜     | 팀1               | 스코어          | 팀2            | 라운드     |
| -------- | ----------------- | --------------- | -------------- | ---------- |
| 5월 21일 | 남아프리카 공화국 | 1 - 2           | 일본           | D조        |
| 5월 21일 | 이탈리아          | 0 - 1           | 우루과이       | D조        |
| 5월 26일 | 잉글랜드          | 1 - 0           | 대한민국       | A조        |
| 5월 31일 | 우루과이          | 1 - 0           | 사우디아라비아 | 16강       |
| 6월 5일  | 이탈리아          | 2 - 2           | 잠비아         | 8강        |
| 6월 11일 | 우루과이          | 0 - 0 (PSO 1-4) | 이탈리아       | 3위 결정전 |
| 6월 11일 | 베네수엘라        | 0 - 1           | 잉글랜드       | 결승전     |

## 갤러리

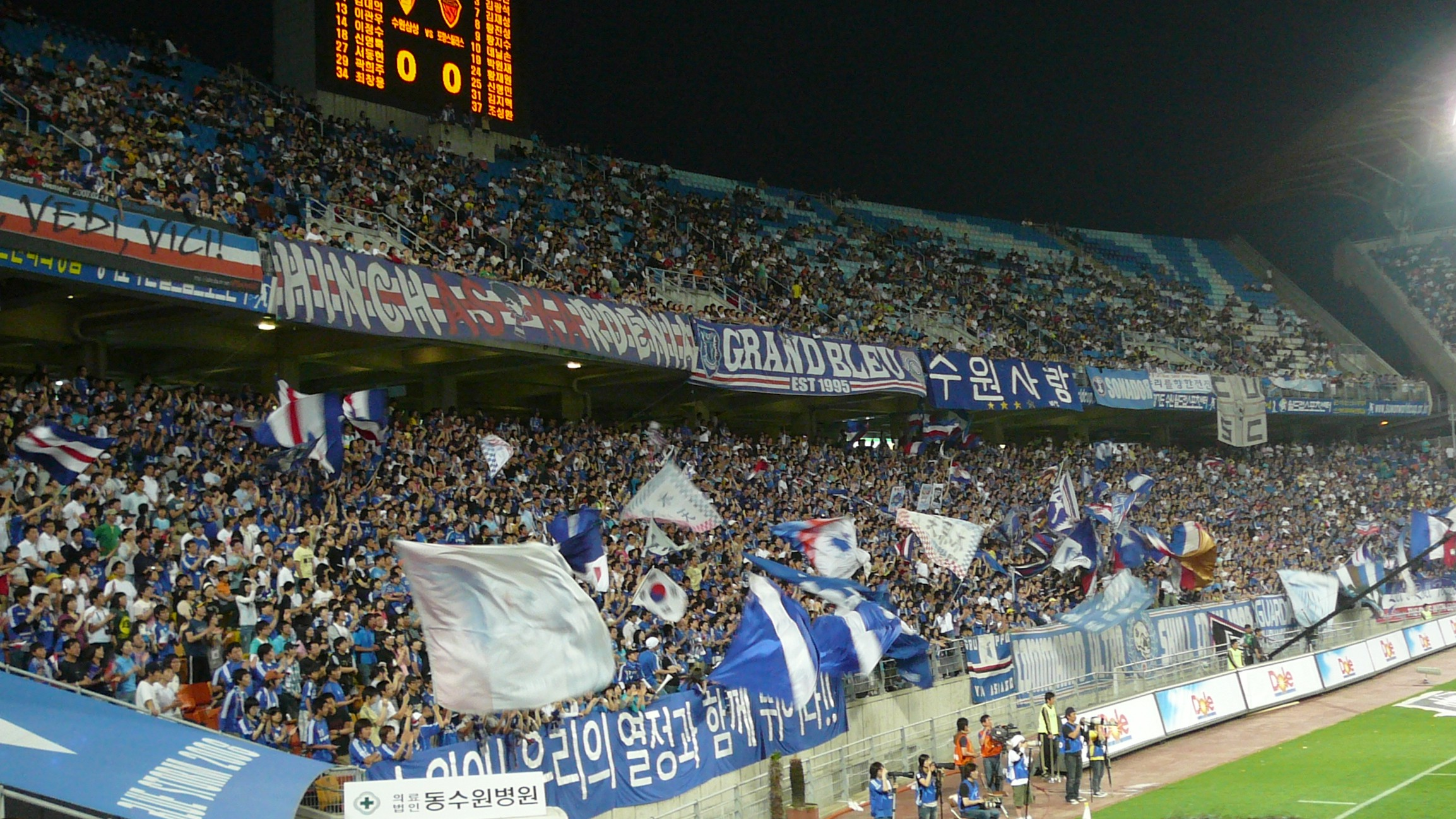
수원 삼성 블루윙즈의 서포터즈, 프렌테 트리콜로
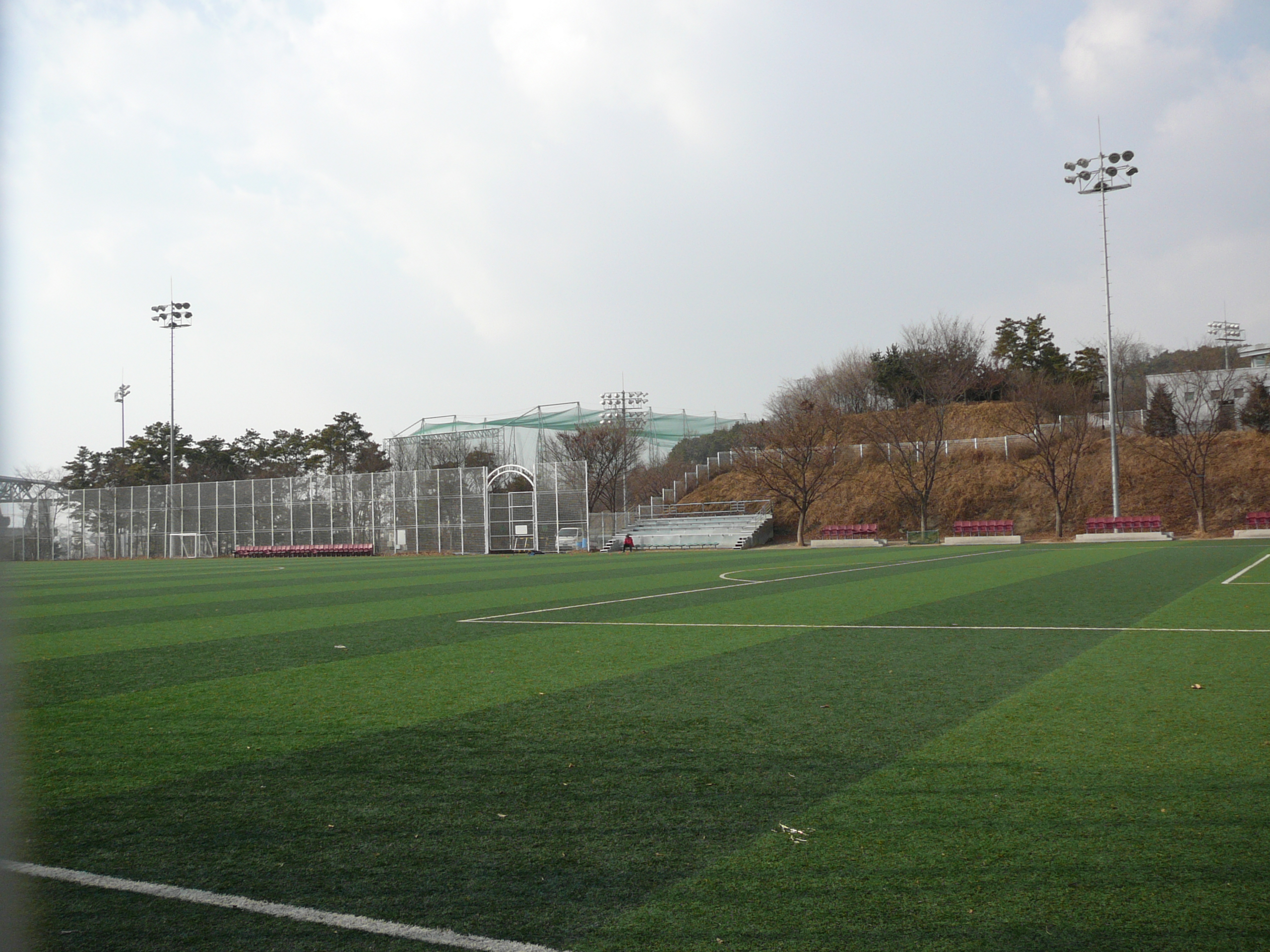
보조 경기장
빅버드 서쪽 외벽 야경. 축구박물관과 예식장 등이 있다.
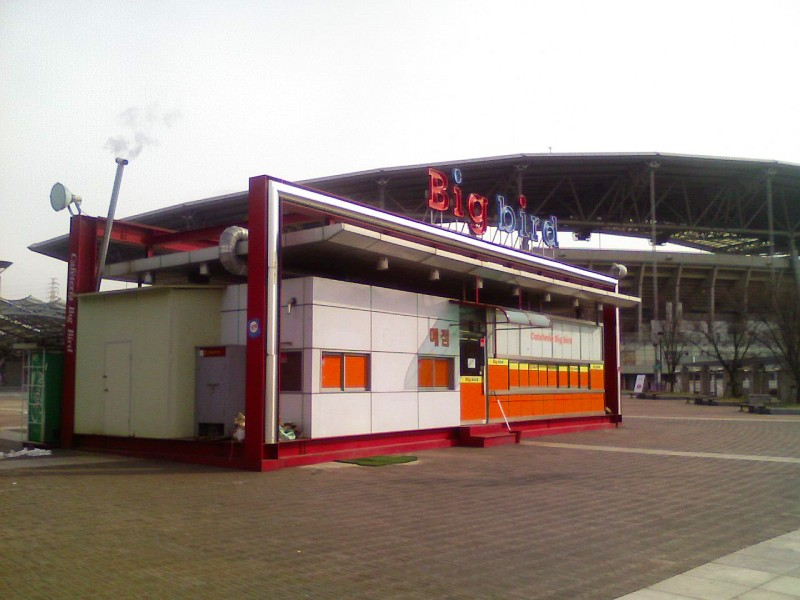
카페테리아 빅버드
수원구치소 쪽에서 본 야경
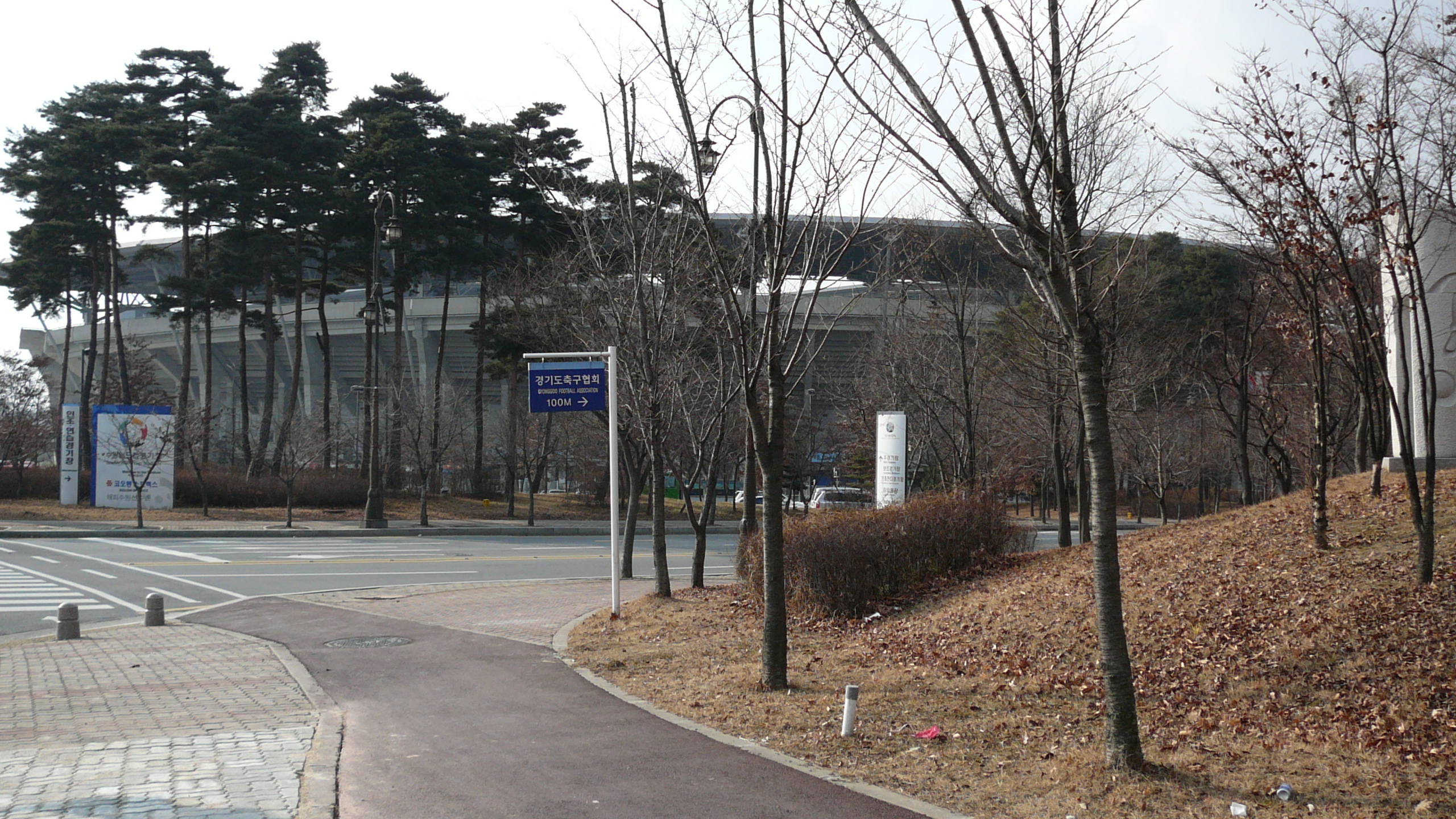
수원월드컵경기장 숲
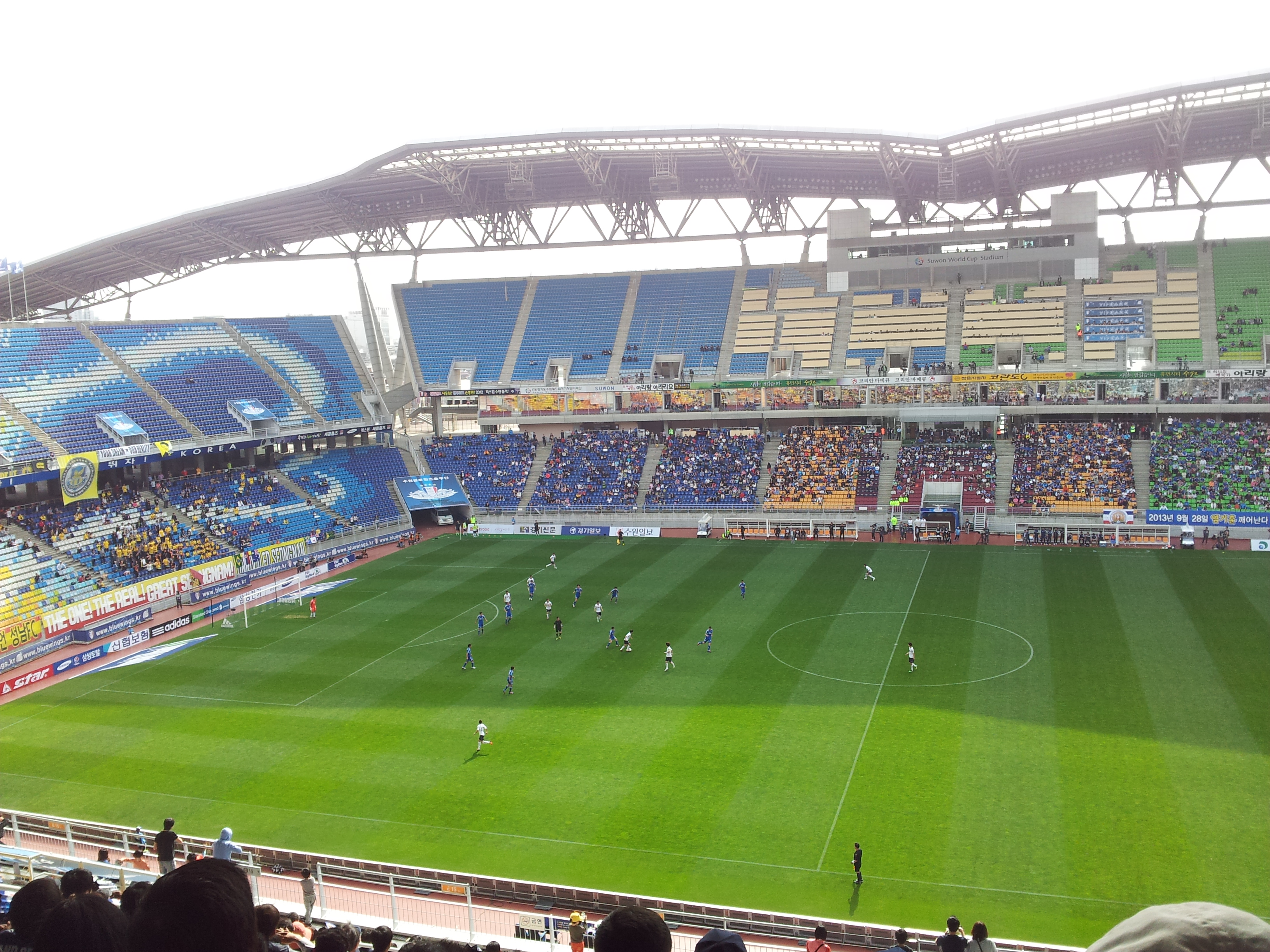
2012년 K리그 수원 vs 성남
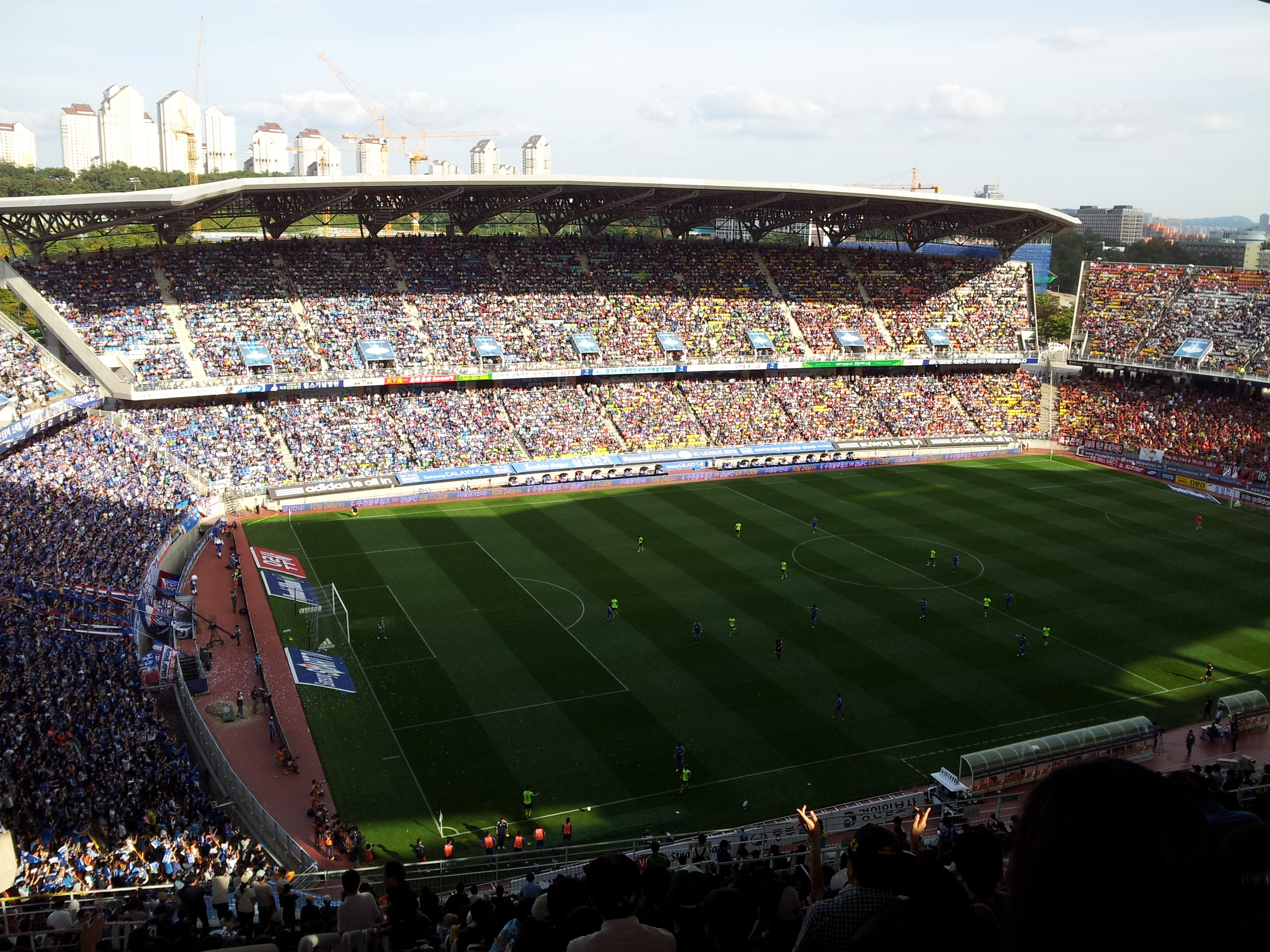
2012 K리그 수원 vs 서울

## 참고 문헌
- 〈수원월드컵경기장〉. 《두피디아》. 두산.
- 《전국 공공체육 시설 현황 (2017년말 기준)》. 대한민국 문화체육관광부. 2019.

## 같이 보기
- 대한민국의 축구 경기장
- 수원 컨티넨탈컵
- 2015년 수원 JS컵
- 2017년 FIFA U-20 월드컵